# ذباباوات الغاب
ذباباوات الغاب (الاسم العلمي: Mydaeinae)، فُصيلة حشرات من الذباب الحقيقي وفصيلة ذبابية منزلية.

## الأجناس
- Brontaea Kowarz, 1873
- Graphomya Robineau-Desvoidy, 1830
- Hebecnema Schnabl, 1889
- Hemichlora Van der Wulp, 1896[4]
- ذبابة الغاب Robineau-Desvoidy, 1830
- Myospila Róndani, 1856
- Scenetes Malloch, 1936[4]
- Scutellomusca Townsend, 1931[4]